# أندي هاربر
أندي هاربر (بالإنجليزية: Andy Harper) (13 مايو 1967 سيدني أستراليا - ) هو لاعب كرة قدم أسترالي يلعب كمهاجم.